# Claude François Chauveau-Lagarde
Claude François Chauveau-Lagarde (21. ledna 1756 Chartres – 28. února 1841 Paříž) byl francouzský advokát, který proslul především jako právní zástupce prominentních osobností před revolučním tribunálem v období Velké francouzské revoluce.
Obhajoval např. Brissota, Baillyho, Madame Rolandovou, Charlottu Cordayovou, Marii Antoinettu, a také Alžbětu Filipínu Francouzskou, sestru Ludvíka XVI. zvanou také Madame Elisabeth. Později byl sám zatčen, od jisté popravy ho zachránil Thermidorský převrat dne 9. thermidoru roku II (tedy 27. července 1794).